# Cinnamomum areolatum
Cinnamomum areolatum är en lagerväxtart som först beskrevs av Cyrus Longworth Lundell, och fick sitt nu gällande namn av André Joseph Guillaume Henri Kostermans. Cinnamomum areolatum ingår i släktet Cinnamomum och familjen lagerväxter. Inga underarter finns listade i Catalogue of Life.